# Clapcot
Clapcot var en civil parish från 1894 till 1934 då den blev en del av Sotwell och Wallingford, i grevskapet Berkshire (nu Oxfordshire), i England. Civil parish var belägen 18 km från Oxford och hade 128 invånare år 1931. Byn nämndes i Domedagsboken (Domesday Book) år 1086, och kallades då Clopecote.